# ニッセンレンエスコート
株式会社ニッセンレンエスコート（英: Nissenren S-CORT Co.,Ltd.）は、北海道札幌市中央区に本社を置く、協同組合連合会日本専門店会連盟系の信販会社である。北海道内の一部地域において「日専連カード」の発行等を行っている。
2022年5月までは傘下に神奈川県川崎市に本社を置く日専連アクアを持っていた。
本記事においては、現在の存続会社と併せて解散会社である株式会社エスコートカード、及び同社から継承したクレジットカード「S-CORTカード」についても取り扱う。

## 沿革[2]

### 株式会社ニッセンレンライフ（存続会社）
- 1936年（昭和11年） - 札専創立総会を開催。
- 1937年（昭和12年） - 北海道専門店会連盟を結成する。
- 1950年（昭和25年） - 札幌専門店会商業協同組合に改組する。
- 1953年（昭和28年） - 協同組合札幌専門店会に改称。
- 1971年（昭和46年） - 札専会館が竣工。
- 1998年（平成10年） - 協同組合日専連札幌に改称。
- 2007年（平成19年） - 株式会社に組織変更し、株式会社ニッセンレンライフを設立。
- 2008年（平成20年） - 株式会社ニッセンレンオタルと合併。

### 株式会社エスコートカード（解散会社）
- 1958年（昭和33年） - 札幌信用販売株式会社を設立。特約店会を発足させる。
- 1973年（昭和48年） - 新社屋（中信ビル）を竣工。クレジットカードの取扱を開始。
- 1975年（昭和50年） - 提携カードの取扱を開始する。
- 1979年（昭和54年） - カードデザインを赤に変え、「真っ赤なカード」への全面的な切替を実施。神田営業所を開設し、東京都へ進出。
- 1980年（昭和55年） - 渋谷営業所を開設。
- 1984年（昭和59年） - 東京地区加盟店の開拓を始める。カードブランドを「SICカード」に改称し、順次切替を実施。
- 1987年（昭和62年） - 神田・渋谷の各営業所を統合し、東京支店に改称。
- 1990年（平成2年 ）- 全日信販・沖縄信販（現・OCS）とのクレジットカード交流業務を始める。
- 1993年（平成5年） - ローンカードの発行を開始する。
- 1996年（平成8年） - カードブランドを「S-CORTカード」に改め、順次切替を実施。
- 2007年（平成19年）7月1日 - 株式会社エスコートカードに商号変更。
- 2009年（平成21年）3月27日 - 合併に先駆けて東京支店を閉店し、東京地区から撤退。

### 合併以降
- 2009年（平成21年）
  - 4月1日 - 株式会社ニッセンレンライフと株式会社エスコートカードが前者を存続会社とし合併、株式会社ニッセンレンエスコート創立。
  - 10月1日 - ニッセンレンカードをICカード化。
  - 11月2日 - 網走支店開設(日専連オホーツク網走の一部事業承継。)[3]。
- 2010年（平成22年）
  - 8月11日 - 合併に伴うクレジットシステム統合、業務オンライン「NS-one」稼働。
  - 10月1日 - 札幌市水道局との「水道料金等のクレジット決済サービス」の取扱開始。
  - 10月20日 - 「ニッセンレンJCBゴールドカード」の募集を開始[4]。
- 2011年（平成23年）2月1日 - ショッピングリボ払いの利用開始[5]。
- 2012年（平成24年）
  - 3月1日 - インターネットショッピングにおける「本人認証サービス」の導入。
  - 7月2日 - 支払方法の自動変更サービス「全部リボ」の導入[6]。
  - 11月12日 -「アークスRARAクレジット」のサービス開始[7]。
- 2013年（平成25年）9月12日 - Web明細サービス開始[8]。
- 2014年（平成26年）3月24日 - 「POINT名人.com」のサービス開始[9]。
- 2016年（平成28年） - 前身の「札幌専門店会」から通算して80周年を迎える。
- 2019年（令和元年）11月 - この月請求分から会員WEBサービス登録会員に対して利用代金明細書の郵送を終了した[10]。
- 2021年（令和3年）1月27日 - 発行するクレジットカードのApple Pay、Google Payへの同時対応を開始[11]。
- 2022年（令和4年）5月 - この月発行の紙の利用代金明細書より発行手数料が必要となった[12]。
- 2022年（令和4年）6月1日 - 子会社の日専連アクアを吸収合併[13]。
- 2023年（令和5年）3月29日 - JCBコンタクトレスカードの発行開始[14]。
- 2023年（令和5年）11月29日 - Visaブランド全券種でのタッチ決済対応カードの発行開始[15]。
- 2024年（令和6年）2月29日 - この日をもって苫小牧支店、室蘭支店、旭川支店、帯広支店を本社に統合した[16]。

## 取扱クレジットカード
日専連カード
国際ブランド：JCB（株式会社ジェーシービーとの提携）、DC - VISA（三菱UFJニコス株式会社との提携）
発行対象地域：札幌市・石狩市・小樽市・岩見沢市・千歳市・恵庭市・砂川市・美唄市・赤平市・留萌市・函館市・芦別市・網走市及び、各々の周辺近郊地域
グレードは一般及びゴールド。この内、DC-VISAゴールドに関しては一般カードからの切り替えのみ対応（新規入会不可）。
その他、詳しくは日専連の項を参照。
S-CORTカード
国際ブランド：JCB（日専連カードとは別枠の提携）、VISA（三井住友カードとの提携）
グレードは一般及びゴールド。S-CORTカードの新規入会については合併以降「VISAブランド」のみとなっている。
全タイプでETCカードの追加が可能だが、日専連とS-CORTとで券面デザインが異なる。

### 電子マネーへの対応状況
- ポストペイ型サービスは、Apple Pay、Google PayにおいてQUICPayをサポートしている(日専連カードでは別途カードでもサポート[21]。S-CORTカードでは「JCBブランド」のみ[18]。)[22][23]。

### 提携カード
- 札幌ドームメンバーズクラブカード（JCB、VISA）
- 札幌西高サポーターズカード（JCB）
- 酪農学園サポーターズカード（JCB）
- 北海道バーバリアンズR.S.C.カード（VISA）
- ブルーインパルスカード（VISA）
- イケウチパーソナルカード（JCB）
- カナリヤカード（JCB）※新規申込停止

### 過去に存在した提携カード
いずれもS-CORTブランドでの提携。
- スピカクラブカード （札幌テレビ放送） - 2008年3月終了。
- えべつBRICK CLUBカード - 2009年6月終了。
- つくしの子を育てる会カード - 2009年6月終了。
- ライフサポートカード - 2009年6月終了。
- 旭友Aカード （旭川電気軌道） - 2010年1月終了。
- サンワドーカード（サンワドー、クレジットカードブランドはJCB）- 2019年終了。

## テレビCM

### 提供番組
いずれも北海道ローカル。
日専連札幌時代
- どさんこワイド（札幌テレビ放送）
- THE・サンデー（札幌テレビ放送）
- 今夜は!好奇心（北海道文化放送）
- 開運!なんでも鑑定団（テレビ北海道）

札信販→エスコートカード時代
- 長年、札幌テレビ放送（STV）の日曜日夕方（1996年3月31日放送分までは17:15 - 17:20、4月7日放送分以降は17:25 - 17:30）に放送されている天気予報で、奈良県橿原市に本社を置く製薬会社「雪の元本店」と共に提供、テレビCMを放映していた[注釈 1]。
- また北海道文化放送（UHB）では「サザエさん（再放送）」から「カスペ!」まで火曜日19時台のローカルセールス枠にて提供、テレビCMを放映していた。

### イメージキャラクター
札信販→エスコートカード時代
- 山口弘美
- 宇梶剛士
- ミムラ

### ニッセンレンジャー
日専連カードのみ登場したキャラクター。合併後はニッセンレンエスコートの公式キャラクターとして現存。2015年9月15日には、ニッセンレンジャーデザインのQUICPayカードが発行開始された。
- 戦隊ヒーローを模したネコのキャラクターで、「ニッティ」「センティ」「レンティ」の3匹で構成。日専連札幌時代の1999年4月から合併直前の2009年3月までスポンサーを担当したUHB・月曜22:54 - 23:00の天気予報に登場。オープニングではニッセンレンジャーが歩き出すアニメとサウンドロゴが流れた後、3匹が「ぼくたちがおしらせします!」とコール。エンディングでは企業CMが15秒流れた後、パジャマ姿の3匹が「ぼくたちがおしらせしました。」と言いながら電気を消し就寝する提供クレジットアニメが流れていた。
- 同キャラクターは、傘下である日専連アクアでも使われていた。